# فورد فیرلین (آمریکا)
فورد فیرلین (آمریکا) (Ford Fairlane (Americas)) خودرویی است که در سال‌های ۱۹۵۵ تا ۱۹۷۱در ایالات متحده آمریکا تولید شده‌است.
این خودرو در کلاس خودرو سایز متوسط قرار گرفته، طراحی آن خودروهای موتور جلو-محور عقب بوده است. 

## نگارخانه

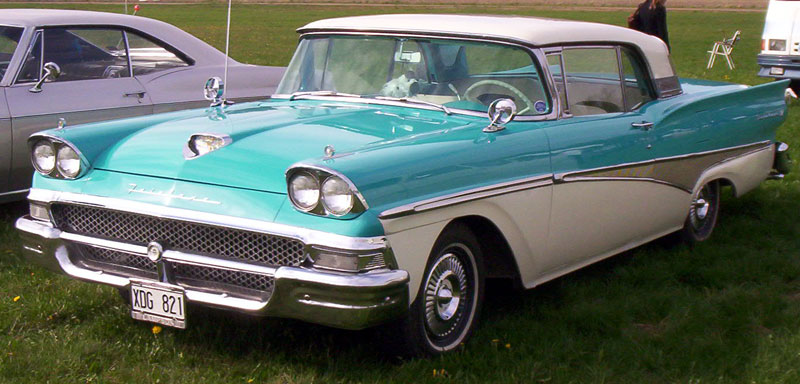
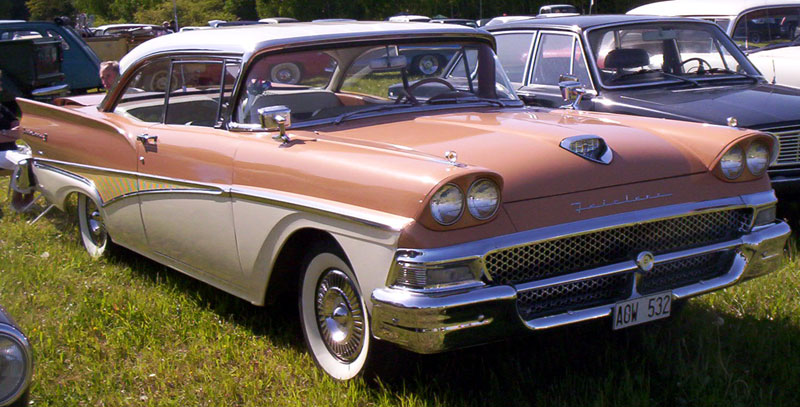
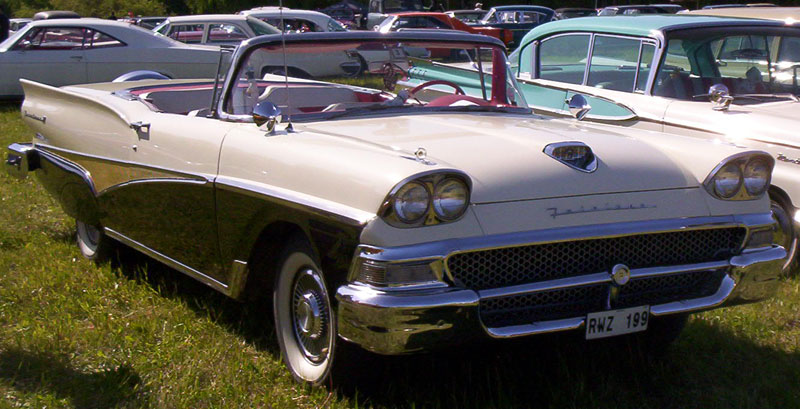
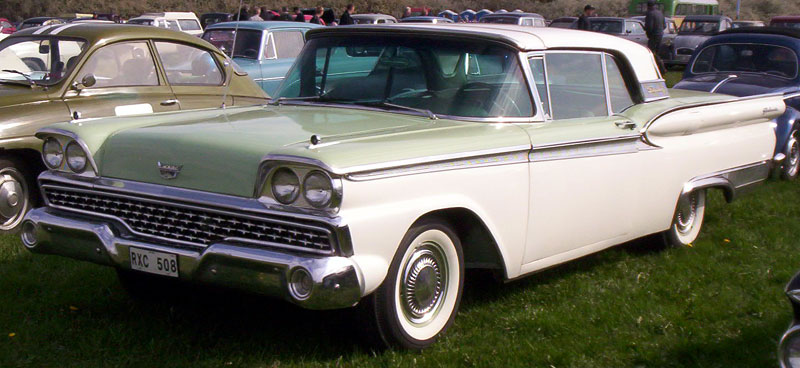